# Halcampactis
Halcampactis is een geslacht van zeeanemonen uit de klasse van de Anthozoa (bloemdieren).

## Soorten
- Halcampactis dubia Stuckey, 1909
- Halcampactis mirabilis Farquhar, 1898